# Protektorátus
A protektorátus (a latin védnökség szóból) két államalakulat között függő viszonyt eredményező nemzetközi jogi kapcsolat, amelynek során a protektori szerepben fellépő állam védnökséget vállal a másik állam felett. Formai szempontból kétoldali szerződés által jön létre, de gyakorlatilag néhány kivételtől eltekintve – pl. a Tunisz francia protektorátusát ratifikáló 1881-es bardói szerződés – a katonailag és gazdaságilag erősebb államok eszköze volt arra, hogy politikai fennhatóságukat egyenlőtlen feltételek mellett a fejletlenebb, gyengébb országokra kiterjesszék. Elsősorban a gyarmatosítás időszakában volt elterjedt kormányzási forma, amelynek keretén belül a védnöki hatalom államigazgatási szervei vették át az irányítást a protektorátus külpolitikája és hadügyei, nemegyszer gazdasági adminisztrációja felett. Ezek mellett a protezsált állam bizonyos fokú függetlenséget, belügyeinek irányításában rendszerint önállóságot élvezett. 
A 19. század végén, a 20. század elején a brit, francia, német stb. gyarmatbirodalomban számos protektorátus létezett (Egyiptom, Malawi, Irak stb.). Az Osztrák–Magyar Monarchia 1878-ban szintén protektorátusként kezelte a megszállt Boszniát. A náci Németország által megszállt Cseh- és Morvaország névleg szintén protektorátus volt, noha önrendelkezésüket belpolitikai téren sem őrizhették meg. A 20. század második felére a gyarmatbirodalom országainak protektorátusi függőségét fokozatosan felszámolták (Cabinda, 1974; Brit Salamon-szigetek, 1978; Brunei, 1984).
A protektorátus kifejezést napjainkban gyakorta alkalmazzák a nemzetközi közösség, az ENSZ felügyelete és irányítása alatt álló államalakulatokra, mint például Kelet-Timor (1999–2002) vagy Koszovó (1999-től). Emellett az Amerikai Egyesült Államok is gyakran hivatkozik protektorátusokként az olyan társult államokra és külbirtokokra, mint Puerto Rico, az Északi-Mariana-szigetek vagy Guam, de hivatalosan ezeket a területeket az Insular Areas (’szigeti területek’) kifejezéssel illetik.